# Alesandru Duțu
A nu se confunda Alexandru Duțu, istoric român
Alesandru Duțu (n.10 iulie 1948, Scăpău, județul Mehedinți) este un istoric militar, colonel si prof. univ. dr. 
Absolvent al Facultății de Istorie a Universității București (1973), ofițer  și cercetător științific la Institutul de Istorie și Teorie Militară (1973 – 2000) și Arhivele Militare Române (2000-2003). 
Prof. univ. dr. la Facultatea de Istorie al Universității Spiru Haret din București (2003-2012).
Doctor în Științe militare, specialitatea Istorie militară, la Academia de Înalte Studii Militare, București (1995).
Membru în colegiul de redacție la: Revista de Istorie Militară  (din 1985), Revista ,,Document” (din 2001).  
Activitate științifică  
Specialist în istoria celui de-al doilea război mondial și a perioadei postbelice a elaborat (singur sau în colaborare) și a coordonat monografii, volume de documente, albume, antologii de texte, scenarii de filme documentar-istorice, studii, articole și comunicări științifice etc., în care a abordat aspecte inedite referitoare la: participarea României la cel de-al doilea război mondial;  relațiile militarilor cu populația civilă; acțiunile partizanilor sovietici; bombardamentele aviației anglo-americane asupra României; repatrierea românilor de dincolo de Nistru; situația prizonierilor de război sovietici, germani, americani, englezi, maghiari etc. din România etc.; regimul de armistițiu (preliminarii, aplicarea prevederilor Convenției de armistițiu din 12 septembrie 1944 și consecințe etc.), situația postbelică a armatei române, România în cadrul Tratatului de la Varșovia etc.
Coautor la:  Istoria românilor, vol. IX, București, Editura Enciclopedică, 2008; Enciclopedia Armatei României, București, Editura CTEA, 2009;  Istoria militară a poporului român, vol. VI, București, Editura Militară, 1989. 
Lucrări de autor:
Armata română în război, 1941-1945, Editura Enciclopedică, București, 2016, 688 p., ISBN: 978-973-45-0719-1.
Armata română de la Prut la Stalingrad și înapoi la Prut (1941-1944), Editura Lexon-Prim, Chișinău, 2015, 282 p., ISBN: 978-9975-3030-6-4.
Între Wehrmacht și Armata Roșie, 1941-1945, București, Editura Enciclopedică, 2000, 310 p., ISBN  973-45-0339-1.
Armata română în vremuri de cumpănă, 1945-1965, Institutul Național pentru Studiul Totalitarismului, București, 2016, 471 p., ISBN: 978-973-7861-85-6.
Sub povara armistițiului. Armata română în perioada 1944-1947, București, Edituras Tritonic, 2003, 232 p., ISBN 973-84-97-18-3.
Modificări ale statu-quo-ului teritorial europen, 1938-1941. Preliminarii, conținut și consecințe, București, Editura Fundației România de Mâine, 2005, 210 p., ISBN 973-725-242-X.
România în istoria secolului XX, București, Editura Fundației România de Mâine, 2007, 210 p., ISBN 978-973-163-003-8.
Evoluții diplomatice și teritoriale în Europa în secolele XIX-XX, București, Editura Fundației România de Mâine, 2008, 322 p., ISBN 978-973-163-183-7.
Revoluția din Decembrie 1989. Cronologie, Ediția I, Editura Institutului Revoluției Române din Decembrie 1989, București, 2006, 314 p., ISBN 973-87786-1-1; Ediția II-a revăzută și adăugită,  Editura Sitech, Craiova, 2010, 290 p., ISBN 973-87786-1-1. 
Lucrări în colaborare:
România în război, 1941 - 1945. Un destin în istorie, Editura Militară, București, 1995, 333 p. (cu acad. Florin Constantiniu și dr. Mihai Retegan).
România în război. 1 421 zile de încleștare. Eliberarea Basarabiei și a Bucovinei de nord (22 iunie 1941 - 26 iulie 1941, București, 1993, Editura RAO, București, 247 p.; ISBN 973-9460-29-1 (cu dr. Mihai Retegan).
Războiul de 2 194 de zile (1 septembrie 1939-2 septembrie 1945), București, Editura Tritonic, 2011, 479 p., ISBN: 978-606-8320-03-8 (cu  dr. Constantin Olteanu).
Armata română în al doilea război mondial, 1941 - 1945. Dicționar enciclopedic, București, Editura Enciclopedică, 2000, 399 p., ISBN 973-45-0299-9 (cu dr. Leonida Loghin și Florica Dobre).
Drama generalilor români, 1944 - 1964, București, Editura Enciclopedică, 1997, 294 p.; ISBN 973-450-18-44 (cu Florica Dobre).
Distrugerea elitei militare sub regimul ocupației sovietice din România, vol. 1, 1944-1946, București, 2000, ISBN 973-0-02131-7; vol. 2, 1947-1964, București, 2001, 359 p., ISBN 973-85454-4-7   (cu Florica Dobre).
România. 36 de ani  în Tratatul de la Varșovia, Editura Niculescu, București, 2014, 564 p., ISBN: 564 p. 978-973-748-876-3  (cu dr. Constantin Olteanu).
Lucrări în colectiv:     
- -     - Eliberararea Basarabiei și a nordului Bucovinei, 22 iunie - 26 iulie 1941, București,  Editura Fundației Culturale Române, 1999, 374 p. (coordonator cu dr. Mihai Retegan).
    - Pe țărmul nord-pontic, 17 iulie 1941 - 4 iulie 1942, București, Editura Fundației Culturale Române, 1999, 250 p. (coordinator cu dr. Mihai Retegan).
    - Golgota Estului, iulie1942 - martie 1944, București, Editura Fundației Culturale Române, 2000, 415 p. (coordonator).
    - Logistica armatei române în al doilea război mondial. Campania  din vest (23 august 1944 - 12 mai 1945), București, 1995, 198 p., ISBN 973-32-0425-0 (coordonator).